# Khaled Mouelhi
Khaled "Kiko" Mouelhi (13 de fevereiro de 1981) é um ex-futebolista profissional tunisiano que atuava como defensor.

## Carreira
Mouelhi atuou somente em três clubes na carreira, e no futebol norueguês teve longa passagem no Lillestrøm SK.

## Seleção nacional
Khaled Mouelhi representou a Seleção Tunisiana de Futebol nas Olimpíadas de 2004 e na CAN de 2013, atuando nas 3 partidas do país na competição..